# Александър Мостовой
Александър Владимирович Мостовой е бивш руски футболист. Един от най-популярните футболисти от 1990-те години. Наричан е от феновете Царя. Работи като футболен анализатор.

## Кариера
Започва кариерата си в Красная Пресня под ръководството на Олег Романцев. През 1987 преминава в Спартак Москва. В началото на кариерата си младокът е в сянката на любимецът на феновете Фьодор Черенков. След като Черенков и Сергей Родионов са взети от Ред Стар Париж, Мостовой става един от най-добрите футболисти на „червено-белите“. След разпада на СССР напуска Спартак и по предложение на съотборника си Василий Кулков подписва с Бенфика, където играе и трети руснак – Сергей Юран. За сезон 1991/92 не е регистриран в състава и не записва нито един мач. На следващия сезон Мостовой е твърда резерва и записва едва 9 мача. Руснакът рядко попада дори в разширения състав.
Затова през 1993 отива в СМ Кан. С помощта на Александър отборът се закрепя в средата на таблицата. След края на Мондиал 1994, в който Александър записва 1 мач, той отива във ФК Страсбург. В Страсбург Мостовой става една от звездите на отбора и играе в Купата на УЕФА и Интертото. Въпреки успехите, Александър има разногласия с президентът на френския тим и решата да напусне.
През 1996 подписва със Селта Виго. В първия си сезон отборът завършва на 11 място. На следващия сезон в отбора е привлечен бившият съотборник на Мостовой – Валери Карпин. Селта от средняк се превръща в постоянен участник в Европа, а Мостовой отбелязва голове на грандове като Ливърпул, Реал Мадрид и Барселона. През сезон 1999/00 записва 9 асистенции и става петият играч с най-много асистенции в Примиера. Към него има интерес от Ювентус. На следващия сезон помага на Селта да достигне финал за националната купа и 1/4 финал в купата на УЕФА.
През лятото на 2002 получава трава и въпреки че е в групата на Русия за Мондиал 2002, не записва нито един мач на първенството. При новия треньор Луис Фернандес клубът завършва 4-ти, като Мостовой е звездата на тимът от Виго и е наречен от феновете Царят.
В 2004 е взет в националния тим на Русия за европейското, като дори е избран за капитан на отбора в отсъствието на Виктор Онопко, но е отстранен поради скандал с Георгий Ярцев. В последния си сезон в Селта играе с контузия и не е в оптимална форма, а отборът от Виго изпада и халфът става свободен агент.
През 2005 отива в Алавес, но след първия си мач, в който отбелязва и гол, решава да се откаже.

## Плажен футбол
След края на кариерата си Мостовой играе в националния отбор на Русия по плажен футбол до 2007 г.

## Национален отбор
Александър има 50 мача и 10 гола за Русия, 2 мача за ОНД и 13 мача и 3 гола за СССР. На Евро 2004 е отстранен от отбора за критика към треньора Георгий Ярцев.